# II. Antigonosz Makkabeus
II. Antigonosz Makkabeus (ógörögül: Ἀντίγονος, latinul: Antigonus), (?, i. e. 80 – Antiokheia, i. e. 37) zsidó király a Makkabeus-dinasztiából i. e. 40-től 37-ig, a család utolsó uralkodója.

## Uralkodása
II. Arisztobulosz Makkabeus fia. Édesapja és nagybátyja, II. Hürkanosz Makkabeus az i. e. 60-as években testvérháborút vívott a hatalomért, amelyből római segítséggel végül Hürkanosz került ki győztesen, Arisztobuloszt pedig Rómába vitték.
I. e. 40-ben azonban fia, II. Antigonosz fellázadt nagybátyja ellen, megfosztotta fejedelmi tisztségétől, és ő maga ült a helyére, egyben elődeihez hasonlóan felvette a főpapi címet is. Uralmát három éven keresztül párthus segítséggel sikerült biztosítania. Ennek ára az volt, hogy az idegen katonák kifosztották Jeruzsálemet és környékét. A Hürkanoszt támogató néhai Antipater fia Fazáelt öngyilkossági kísérletet után Antigonosz orvosai halálosan félrekezelték. Antipater másik fia, Heródes Egyiptomon át Rómába menekült, és a szenátust kérte segítségre.
A szenátus Heródest Júda királyává nevezte ki. Heródes ezt követően római haddal vonult Antigonosz ellen, és bár Joppénál időlegesen feltartóztatták, végül három éves harc után sikerült elfoglalnia Jeruzsálemet. Heródes ezt követően megölette Antigonoszt. Ő maga Nagy Heródes néven az ország királya lett.